# Monopis burmanni
Monopis burmanni is een vlinder uit de familie echte motten (Tineidae). De wetenschappelijke naam is voor het eerst geldig gepubliceerd in 1979 door Petersen.
De soort komt voor in Europa.